# Zach Gilford
Zachary Michael Gilford (Evanston, 14 de janeiro de 1982) é um ator norte-americano, notável pelo seu trabalho como Matt Saracen na série dramática esportiva da NBC Friday Night Lights. Em 2021, ele estrelou a minissérie de terror da Netflix Midnight Mass, e em 2022, ele apareceu na série de terror e mistério The Midnight Club. Em 2023, o ator obteve um papel principal na minissérie de drama de terror The Fall of the House of Usher.

## Biografia
Gilford se formou na Evanston Township High School e na Northwestern University. Ele trabalhou como líder de viagem para a Adventures Cross-Country e liderou viagens de aventura e vida selvagem para adolescentes no Alasca, Colúmbia Britânica, Califórnia, Havaí e Pacífico Sul.
Na primavera de 2010, Gilford começou a namorar a atriz Kiele Sanchez, que conheceu no set do piloto de televisão do filme Matadors. O casal ficou noivo em novembro de 2011.

## Carreira
Em 2005, ele apareceu em um episódio de Law & Order: Special Victims Unit.  Em 2006, Gilford conseguiu um papel regular em Friday Night Lights, no qual desempenhou o papel de Matt Saracen no elenco principal, da 1ª à 3ª temporada. Em 2009, Gilford foi transferido para o elenco recorrente nas temporadas 4 e 5. Naquele ano, ele também fez sua estreia no cinema, coestrelando em The Last Winter (2006).  Ele teve uma participação especial no filme Rise: Blood Hunter e estrelou como convidado em um episódio de Grey's Anatomy.
Em 2009, ele co-estrelou como Adam Davies na comédia romântica Post Grad ao lado de Alexis Bledel. Ele também estrelou como Johnny Drake no drama romântico Dare, ao lado de Emmy Rossum. Em 2010, ele estrelou como Gus no filme de drama independente The River Why ao lado de Amber Heard. Ele fez uma participação especial no filme Super.
Em 2010, ele se juntou ao elenco de Off The Map da ABC, que estreou em janeiro de 2011, mas foi cancelado após 13 episódios. Em 2011, ele apareceu no videoclipe de Taylor Swift, "Ours", no qual interpretou seu interesse amoroso. Ele assumiu o papel de Evan no filme dramático Answers to Nothing. Em 2012, ele estrelou como Seth no filme de drama independente In Our Nature ao lado de Jena Malone.
Em 2012, ele foi escalado para outro drama médico, The Mob Doctor, na Fox, ao lado de Jordana Spiro ; no entanto, este também foi cancelado após 13 episódios. Em janeiro de 2013, ele apareceu com Arnold Schwarzenegger em The Last Stand.
Ele co-estrelou ao lado de Allison Miller no filme de terror Devil's Due de 2014, ambientado em Nova Orleans e na República Dominicana. Ele também co-estrelou a sequência do filme The Purge: Anarchy, também de 2014.[carece de fontes?] Ele participou como convidado especial em programas como Drunk History, Tim and Eric's Bedtime Stories e Kingdom. Em 2016, ele estrelou como Danny Warren na série dramática The Family, da ABC.
Desde 2018, Gilford assumiu um papel recorrente na série da NBC Good Girls. Em 2019, ele foi escalado como Ben Walker no drama spinoff de Bad Boys, LA's Finest. Zach também teve um papel principal em Midnight Mass, lançado em 2021. Em 2022, Gilford foi escalado para um papel recorrente como Elias Voit, o ator recorrente da série Criminal Minds: Evolution. Sua esposa na vida real, Kiele Sanchez, participa do elenco interpretando Sydney Voit.

## Filmografia

### Filme
| Ano  | Título                                    | Papel            | Notas                                                           |
| ---- | ----------------------------------------- | ---------------- | --------------------------------------------------------------- |
| 2003 | Handbook to Casual Stalking               | Jimmy            | Curta                                                           |
| 2006 | The Last Winter                           | Maxwell McKinder | Indicado – Gotham Independent Film Award for Best Ensemble Cast |
| 2007 | Rise: Blood Hunter                        | Sailor           |                                                                 |
| 2009 | Dare                                      | Johnny Drake     |                                                                 |
| 2009 | Post Grad                                 | Adam Davies      |                                                                 |
| 2010 | The River Why                             | Gus Orviston     |                                                                 |
| 2010 | Super                                     | Jerry            |                                                                 |
| 2011 | Answers to Nothing                        | Evan             |                                                                 |
| 2012 | In Our Nature                             | Seth             |                                                                 |
| 2013 | The Last Stand                            | Jerry Bailey     |                                                                 |
| 2013 | Crazy Kind of Love                        | Matthew          |                                                                 |
| 2014 | Devil's Due                               | Zach McCall      |                                                                 |
| 2014 | The Purge: Anarchy                        | Shane            | Nominated – MTV Movie Award for Best Scared-As-Shit Performance |
| 2019 | Boy Genius                                | Gordon           |                                                                 |
| 2023 | There's Something Wrong with the Children | Ben              |                                                                 |
| ASA  | A.I. Heart U                              | Hayden           | [ 26 ]                                                          |

### Televisão
| Ano            | Título                            | Papel                                  | Notas                                                                  |
| -------------- | --------------------------------- | -------------------------------------- | ---------------------------------------------------------------------- |
| 2005           | Law & Order: Special Victims Unit | Kevin Wilcox                           | Episódio: "Contagious"                                                 |
| 2006–2011      | Friday Night Lights               | Matt Saracen                           | Papel principal                                                        |
| 2009           | Grey's Anatomy                    | Charlie Lowell                         | Episódio: "Here's to Future Days"                                      |
| 2011           | Off the Map                       | Dr. Tommy Fuller                       | 13 episódios                                                           |
| 2012–2013      | The Mob Doctor                    | Dr. Brett Robinson                     | 13 episódios                                                           |
| 2014–2019      | Drunk History                     | Jim Abbott / Roger Sharpe / Ed Pulaski | 3 episódios                                                            |
| 2015           | Tim & Eric's Bedtime Stories      | Matt Peters                            | Episódio: "Tornado"                                                    |
| 2016           | The Family                        | Daniel "Danny" Warren                  | 12 episódios                                                           |
| 2017           | Kingdom                           | Tim                                    | 2 episódios                                                            |
| 2017           | Lifeline                          | Conner Hooks                           | 8 episódios                                                            |
| 2018–2019      | This Close                        | Danny                                  | Papel recorrente                                                       |
| 2018–2021      | Good Girls                        | Gregg                                  | Papel recorrente                                                       |
| 2019–2020      | L.A.'s Finest                     | Ben Walker                             | Papel principal                                                        |
| 2019           | Law & Order: Special Victims Unit | James Miller                           | Episódio: "The Burden of Our Choices"                                  |
| 2021           | Midnight Mass                     | Riley Flynn                            | 7 episódios                                                            |
| 2022           | The Midnight Club                 | Mark                                   |                                                                        |
| 2022 — present | Criminal Minds: Evolution         | Elias Voit                             | Papel recorrente (16° temporada), Papel principal (17°, 18° temporada) |
| 2023           | The Fall of the House of Usher    | Young Roderick Usher                   | Papel principal                                                        |

### Videoclipes
| Ano  | Artista      | Canção   | Notas                               |
| ---- | ------------ | -------- | ----------------------------------- |
| 2011 | Taylor Swift | " Ours " | O interesse amoroso de Taylor Swift |